# Dan Dunn
Dan Dunn é um detetive fictício criado por Norman W. Marsh. Ele apareceu pela primeira vez em Detective Dan: Secret Operative No. 48, um proto-comic book de 1933, produzido pela Humor Publishing. Ele apareceu posteriormente em tiras de jornal de 1933 a 1943.

## Histórico
Detective Dan, Secret Operative nº. 48 foi lançada em 1933, a série foi uma das primeira histórias em quadrinhos criada originalmente para uma revista em quadrinhos nos Estados Unidos. O formato foi, em muitos aspectos, criado em 1933, quando surgiram Famous Funnies e Funnies on Parade. As duas publicações tinham como objetivo aproveitar as páginas coloridas das tiras publicadas nos jornais de domingo, reunindo-as num formato diferenciado: embora impressas no formato tabloide, as páginas eram dobradas e cortadas de forma a produzir uma revista de formato menor que pudesse ser vendida ao preço de 10 cents de dólar. O novo formato, intitulado comic book ou comics era destinado à tiras de jornal bem-sucedidas, e não apresentava nenhum material inédito. A revista teve apenas uma edição,  no final de 1933, o personagem migraria para as tiras de jornais, distribuídas pela Publishers Syndicate. Além de Detective Dan, naquele ano, a editora também publicou The Adventures of Detective Ace King e Bob Scully, The Two-Fisted Hick, contudo, esses personagens não tiveram continuidade. Dan Dunn foi adaptado em Big Little Books, Dan Dunn era muito parecido fisicamente com Dick Tracy. Nos jornais, contudo, Dunn nunca conseguiria a mesma popularidade de Tracy. Em 1936, o personagem apareceu em duas edições de uma revista pulp e em 1937, ganhou um programa de rádio, que teve 78 episódios. 
As tiras de Dan Dunn foram republicadas pela Dell Comics nas revistas Crackajack Funnies, Famous Funnies, The Funnies, Mammoth Comics, Popular Comics e Red Ryder Comics.

Em 1942, após discutir com o Publishers Syndicate e ir para a Marinha, Marsh foi substituído por Allen Saunders (roteiro) e Paul Pinson (desenhos), logo em seguida, Pinson foi substituído por Alfred Andriola, no ano seguinte, a série é cancelada e substituída por outra sobre detetives, Kerry Drake, produzida por Saunders e Andriola.